# El Carmen (Chili)
El Carmen is een gemeente in de Chileense provincie Diguillín in de regio Ñuble. El Carmen telde 12.044 inwoners in 2017 en heeft een oppervlakte van 664 km².
- Virtual International Authority File: 288145858107023022116